# Paříž–Roubaix 2025
122. ročník jednodenního cyklistického závodu Paříž–Roubaix se konal 13. dubna 2025 ve Francii. Vítězem se stal Nizozemec Mathieu van der Poel z týmu Alpecin–Deceuninck. Na druhém místě se umístil Slovinec Tadej Pogačar (UAE Team Emirates XRG) a třetí byl Dán Mads Pedersen (Lidl–Trek).
Závod byl součástí UCI World Tour 2025 na úrovni 1. UWT a byl šestnáctým závodem tohoto seriálu.

## Týmy
Závodu se zúčastnilo všech 18 UCI WorldTeamů a 7 UCI ProTeamů. 
UCI WorldTeamy
- Alpecin–Deceuninck
- Arkéa–B&B Hotels
- Cofidis
- Decathlon–AG2R La Mondiale
- EF Education–EasyPost
- Groupama–FDJ
- Ineos Grenadiers
- Intermarché–Wanty
- Lidl–Trek
- Movistar Team
- Red Bull–Bora–Hansgrohe
- Soudal–Quick-Step
- Team Bahrain Victorious
- Team Jayco–AlUla
- Team Picnic PostNL
- UAE Team Emirates XRG
- Visma–Lease a Bike
- XDS Astana Team

UCI ProTeamy
- Israel–Premier Tech
- Lotto
- Q36.5 Pro Cycling Team
- Team TotalEnergies
- Tudor Pro Cycling Team
- Unibet Tietema Rockets
- Uno-X Mobility

## Výsledky
| Pořadí | Jezdec                     | Tým                        | Čas        |
| ------ | -------------------------- | -------------------------- | ---------- |
| 1      | Mathieu van der Poel (NED) | Alpecin–Deceuninck         | 5h 31' 27" |
| 2      | Tadej Pogačar (SLO)        | UAE Team Emirates XRG      | + 1' 18"   |
| 3      | Mads Pedersen (DEN)        | Lidl–Trek                  | + 2' 11"   |
| 4      | Wout van Aert (BEL)        | Visma–Lease a Bike         | + 2' 11"   |
| 5      | Florian Vermeersch (BEL)   | UAE Team Emirates XRG      | + 2' 11"   |
| 6      | Jonas Rutsch (GER)         | Intermarché–Wanty          | + 3' 46"   |
| 7      | Stefan Bissegger (SUI)     | Decathlon–AG2R La Mondiale | + 3' 46"   |
| 8      | Markus Hoelgaard (NOR)     | Uno-X Mobility             | + 3' 46"   |
| 9      | Fred Wright (GBR)          | Team Bahrain Victorious    | + 4' 35"   |
| 10     | Laurenz Rex (BEL)          | Intermarché–Wanty          | + 4' 36"   |